# Sajólászlófalva
Sajólászlófalva község Borsod-Abaúj-Zemplén vármegyében, a Miskolci járásban.

## Fekvése
A település a Bükk-vidék északi részén, a Tardonai-dombság területén fekszik, 21 kilométerre Miskolctól. A festői dombokkal övezett, erdőkkel borított Pitypalatty-völgyben elhelyezkedő hat község (Varbó, Parasznya, Radostyán, Kondó, Sajólászlófalva és Sajókápolna) egyike, amelyek szinte egymásba karolva adnak otthont az ott élőknek és kínálnak látnivalókat a térségbe látogatóknak.
A közvetlenül szomszédos települések: észak felől Sajókápolna, kelet felől Sajóbábony, dél felől Miskolc-Pereces, délnyugat felől Radostyán, nyugat felől pedig Kondó.

### Megközelítése
Csak közúton érhető el, Sajószentpéter felől vagy Radostyán érintésével, mindkét irányból a 2517-es úton. Főutcája a 25 132-es számú mellékút.

## Nevének eredete
nevét Szent Lászlóról kapta, akinek igen nagy kultusza volt Borsodban.

## Története
A községre vonatkozó okleveles adatok már a XIV. századtól fellelhetők, de királyi emberek említésénél a Lászlófalvai család szerepel már korábban is. Ebből következtethető, hogy a település már az Árpád-korban fennállott, neve Lazlófalua. Elnevezése a későbbiekben sok változáson ment keresztül: a Laslófalwa, Lászlófalwa, Lazlo Falwa írásmódot figyelhetjük meg.
A török uralom idején hódoltsági területként fizetett adót.
A reformáció 1576-tól terjedt el a környéken, Sajólászlófalva előbb leányegyházként, majd önálló egyházként működött: templomát 1706-ban építette újjá.
A XVII. században jó bortermelő vidék volt, ebben az időben Bodó Gergely kapta meg a birtok egy részét, majd Pálóczi-, Horvát- és Szirmai-birtok lett, a XVIII. század végén pedig a Fáy és Almássy családok birtokolják.

## Közélete

### Polgármesterei
- 1990–1994: Bencs Simon (független)[4]
- 1994–1998: Bencs Simon (független)[5]
- 1998–2002: Bencs Simon (független)[6]
- 2002–2006: Bencs Simon (független)[7]
- 2006–2008: Bencs Simon (független)[8]
- 2009–2010: Rácz Lajos (független)[9]
- 2010–2014: Rácz Lajos (független)[10]
- 2014–2019: Pálcza Józsefné  (független)[11]
- 2019–2024: Pálcza Józsefné  (független)[12]
- 2024– : Pálcza Józsefné  (független)[1]

A településen 2009. március 8-án időközi polgármester-választást tartottak, az előző polgármester halála miatt.

## Népesség
A település népességének változása:
| Lakosok száma | 436  | 425  | 425  | 418  | 437  | 447  | 436  |
|               | 2013 | 2014 | 2015 | 2021 | 2022 | 2023 | 2024 |

2001-ben a település lakosságának közel 100%-a magyar nemzetiségűnek vallotta magát.
A 2011-es népszámlálás során a lakosok 74%-a magyarnak, 0,2% cigánynak, 0,2% németnek, 0,2% románnak mondta magát (26% nem nyilatkozott; a kettős identitások miatt a végösszeg nagyobb lehet 100%-nál). A vallási megoszlás a következő volt: római katolikus 5,6%, református 53,5%, görögkatolikus 1,6%, felekezeten kívüli 11,6% (23,5% nem válaszolt).
2022-ben a lakosság 94,3%-a vallotta magát magyarnak, 0,9% cigánynak, 0,2% németnek, 0,2% románnak, 1,4% egyéb, nem hazai nemzetiségűnek (5,7% nem nyilatkozott; a kettős identitások miatt a végösszeg nagyobb lehet 100%-nál). Vallásuk szerint 4,8% volt római katolikus, 40,3% református, 3% görög katolikus, 1,1% egyéb keresztény, 16,9% felekezeten kívüli (33,4% nem válaszolt).

## Nevezetességei
Az 1706-ban újjáépített református templom, amelynek fából készült, festett, kazettás mennyezete a maga egyszerűségében is lenyűgözően szép.

## Híres emberek
- Itt született 1808. november 1-jén Egressy Gábor színész, rendező, lapszerkesztő, a szabadságharc idején szabadcsapat vezére, Szeged kormánybiztosa.
- Itt született 1991. július 19-én Nagy Lilla, a Radió Top műsorszerkesztője.

## Külső hivatkozások
Sajólászlófalvi Református Egyházközség